# 2017 في أنغولا
تسرد هذه المقالة الأحداث من عام 2017 في  أنغولا.

## في السلطة
- الرئيس : خوسيه إدواردو دوس سانتوس (حتى 26 سبتمبر)، جواو لورينسو (اعتبارًا من 26 سبتمبر)
- نائب الرئيس : مانويل فيسينتي (حتى 26 سبتمبر)، بورنيتو دي سوزا (اعتبارًا من 26 سبتمبر)